# 36 Horas (película)
36 horas es una película argentina de 2019 escrita y dirigida por Néstor Mazzini, protagonizada por César Troncoso, Andrea Carballo y Matilde Creimer Chiabrando | país =  Argentina producida por Paulina Zoboli Casamayor. La trama sigue durante 36 horas a un hombre de 50 años que atraviesa un complejo divorcio y una crítica situación financiera en la que, apabullado por deudas y obligaciones, intentará evitar que su vida se desmorone. Es la primera parte de la trilogía Autoengaño.

## Sinopsis
Pedro es productor audiovisual y, como tantos otros, está atrapado en una espiral de deudas. El día previo al cumpleaños de su hija de seis años, recibe un ultimátum para devolver el dinero a un prestamista. En crisis con su pareja y acorralado por las deudas y las obligaciones intentará –cual malabarista– sostener las partes de su vida que parecen desmoronarse.
36 horas en la vida de Pedro y su negocio y sus afectos.

## Reparto
César Troncoso como Pedro
Andrea Carballo como Érica
Matilde Creimer Chiabrando como Flor
Héctor Bidonde como el padre
Germán Rodríguez como el contador
Paula Ransenberg como la abogada
Javier Pedersoli como Globo

## Crítica
La película recibió críticas mayoritariamente positivas.
El crítico Juan Pablo Russo escribió en EscribiendoCine:
“Mazzini construye un thriller psicológico, plagado de atmósferas y climas (...) César Troncoso, encargado de ponerse en la piel de Pedro, logra transmitir todas las sensaciones de inestabilidad, tanto familiares, económicas, sociales y afectivas, por las que atraviesa un personaje (...) Andrea Carballo, como su socia y ex pareja, a pesar de los reclamos y reproches, logra ser el contrapunto justo que el personaje y la historia necesitan.”
Paraná Sendrós comentó en Ámbito Financiero:
“Lúcido retrato de un desesperado (...) es también un verdadero tour de force del primer actor uruguayo César Troncoso, que pasa por todos los estados anímicos imaginables (...) La música incisiva, inquietante, de Rodríguez y Abalo es otro mérito fuerte de la obra.”
El diario La Nación destacó:
“36 horas descansa en una buena historia que es narrada con interés, añadiendo desde el manejo de cámara la tensión exacta al relato. César Troncoso compone de manera impar a ese hombre acorralado, acompañado con acierto tanto por Andrea Carballo como por Héctor Bidonde...”
Rodrigo Rago escribió en Cinefreaks.net:
“Esta película logra consagrarse como una ficción bien contada, que aprovecha cada momento de la cinta para ir creciendo en varios aspectos narrativos que conforman el género, paseando de esta manera entre la tensión drástica y la sutileza de un romance en cuotas.”
Santiago García señaló en leercine.com.ar:
“Funciona en su narración claustrofóbica y sus sólidas actuaciones principales. (...) Lo interesante del film es la violencia desesperada del protagonista, sus pequeños y breves ataques de violencia, sus diferentes maneras de reaccionar frente a la desesperación. Allí está el triunfo de la película, su capacidad para describir las contradicciones del personaje.”